# Zeekr X

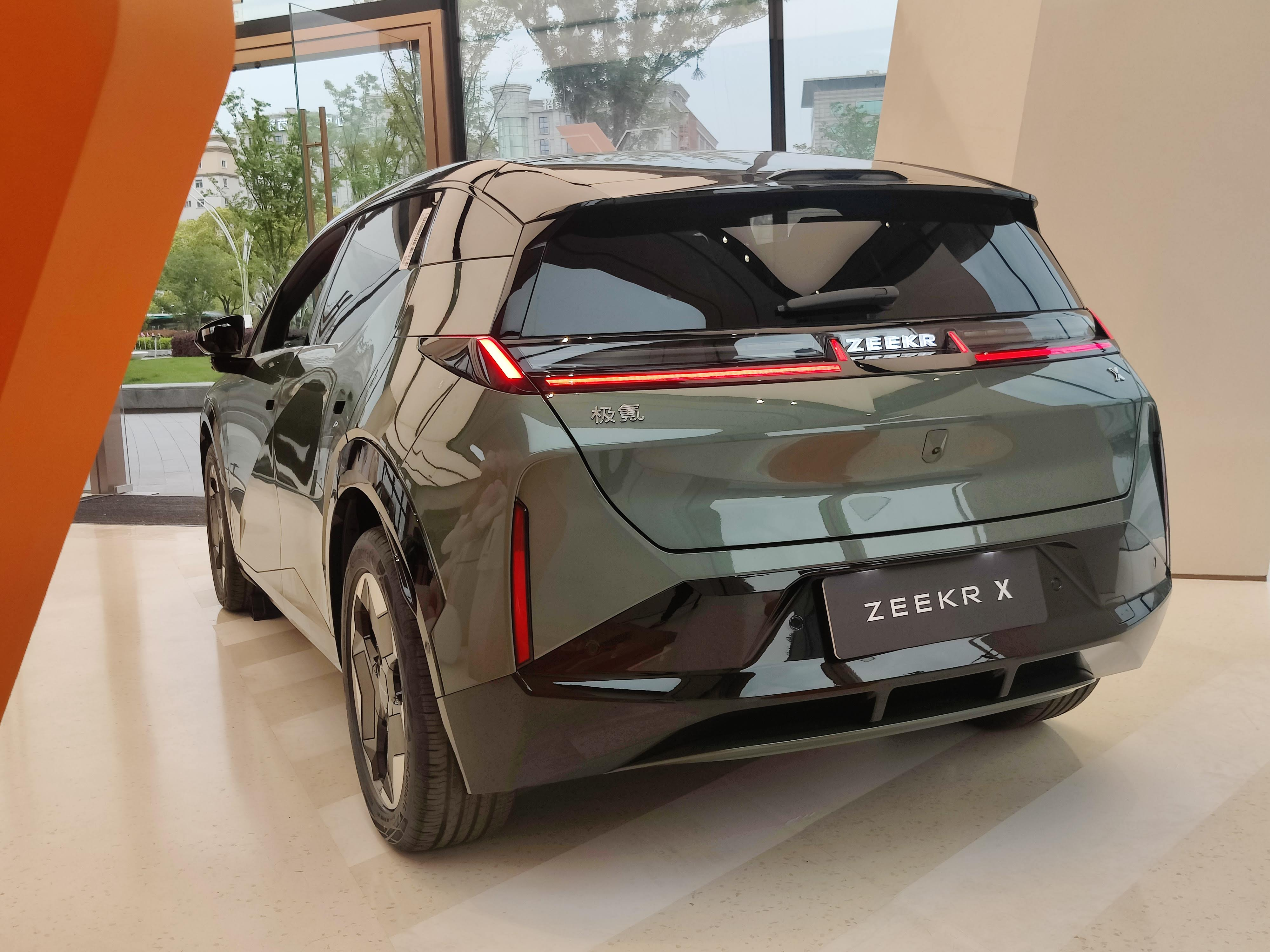
Heckansicht

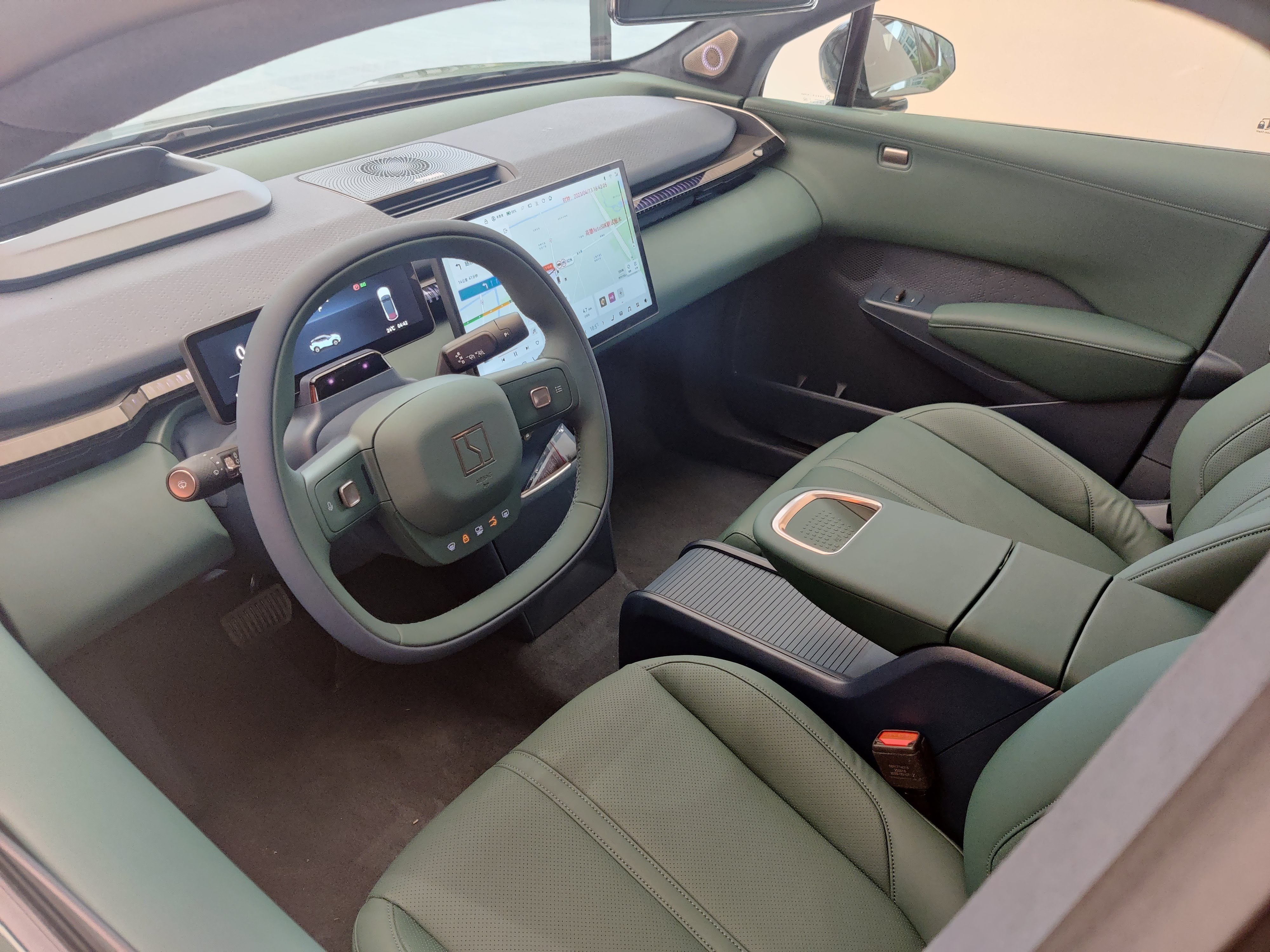
Innenansicht

Der Zeekr X ist ein vier- oder fünfsitziges, batterieelektrisch angetriebenes Crossover-SUV der zum chinesischen Geely-Konzern gehörenden Marke Zeekr. Technisch ist es mit den Modellen #1 und #3 von Smart sowie EX30 von Volvo verwandt.

## Geschichte
Der Zeekr X wurde unter dem Codenamen BX 1E entwickelt. Das Design mit der neuen Modellbezeichnung wurde im Februar 2023 präsentiert. Die offizielle Vorstellung mit Marktstart in China folgte im April 2023. Im Juni 2023 folgte der europäischen Markt, beginnend mit den Niederlanden und Schweden.

## Sicherheit
Im Mai 2024 wurde der Zeekr X vom Euro NCAP auf die Fahrzeugsicherheit getestet. Er erhielt fünf von fünf möglichen Sternen.

## Technik
Das 4,45 Meter lange Fahrzeug basiert, wie auch die Pendants von Smart, auf der von Geely entwickelten Elektrofahrzeug-Plattform Sustainable Experience Architecture (SEA). Es hat einen Heckmotor mit einer Leistung von 200 kW (272 PS) und einem Drehmoment von 343 Nm. In Kombination mit einem Nickel-Mangan-Cobalt-Akkumulator mit einem Energieinhalt von 66 kWh soll eine Reichweite nach WLTP von bis zu 445 km möglich sein. Der chinesische Messzyklus CLTC (China Light-Duty Vehicle Test Cycle) gibt bis zu 560 km an. Der Zeekr X wird wie der Smart #1 auch mit Allradantrieb angeboten. Hier wird die Leistung mit 315 kW (428 PS) angegeben. Das Drehmoment beträgt 543 Nm. Damit ist eine Beschleunigung auf 100 km/h in 3,8 s möglich. Im November 2024 wurde in China eine Version mit einem 49-kWh-Lithium-Eisenphosphat-Akkumulator und einer CLTC-Reichweite von 420 km eingeführt.
Im Innenraum wird ein 14,6-Zoll-Display für das Infotainmentsystem verbaut. Es lässt sich in einigen Märkten per Gestensteuerung auf einer Schiene von der Mitte des Armaturenbretts auch zum Beifahrer verschieben. Außerdem gibt es noch ein kleineres Display als Instrumententafel für den Fahrer. Serienmäßig wird ein Soundsystem von Yamaha mit 13 Lautsprechern verbaut, gegen Aufpreis ist ein herausnehmbarer Kühlschrank erhältlich.

## Technische Daten
|                                                | RWD                                     | RWD                                     | AWD                                     |
| Bauzeitraum                                    | seit 11/2024                            | seit 04/2023                            | seit 04/2023                            |
| Motorkenndaten                                 |                                         |                                         |                                         |
| Motortyp                                       | Elektromotor hinten                     | Elektromotor hinten                     | Elektromotor vorne und hinten           |
| Motorbauart                                    | permanentmagneterregte Synchronmaschine | permanentmagneterregte Synchronmaschine | permanentmagneterregte Synchronmaschine |
| max. Leistung                                  | 200 kW (272 PS)                         | 200 kW (272 PS)                         | 315 kW (428 PS)                         |
| max. Drehmoment                                | 343 Nm                                  | 343 Nm                                  | 543 Nm                                  |
| Kraftübertragung                               |                                         |                                         |                                         |
| Antrieb                                        | Hinterradantrieb                        | Hinterradantrieb                        | Allradantrieb                           |
| Getriebe                                       | Festes Übersetzungsverhältnis           | Festes Übersetzungsverhältnis           | Festes Übersetzungsverhältnis           |
| Antriebsbatterie                               |                                         |                                         |                                         |
| Zellchemie                                     | Lithium-Eisenphosphat-Akkumulator       | Nickel-Mangan-Cobalt-Akkumulator        | Nickel-Mangan-Cobalt-Akkumulator        |
| Energieinhalt                                  | 49 kWh                                  | 66 kWh                                  | 66 kWh                                  |
| Messwerte                                      |                                         |                                         |                                         |
| Leergewicht                                    | 1860 kg                                 | 1840–1885 kg                            | 1945–1990 kg                            |
| Höchstgeschwindigkeit                          | 185 km/h                                | 185 km/h                                | 190 km/h                                |
| Beschleunigung, 0–100 km/h                     | 5,8 s                                   | 5,8 s                                   | 3,8 s                                   |
| Energieverbrauch auf 100 km (WLTP, kombiniert) | k. A.                                   | 16,4 kWh                                | 18,3 kWh                                |
| Reichweite nach WLTP                           | k. A.                                   | 445 km                                  | 425 km                                  |